# My Capricorni
My Capricorni (μ Cap) ist ein Stern im Sternbild Steinbock. Er hat eine Scheinbare Helligkeit von 5,1 mag und seine Entfernung beträgt ca. 87 Lichtjahre.
Der Stern bewegt sich für Beobachter auf der Erde mit einer schnellen Eigenbewegung von etwa 311 Millibogensekunden/Jahr über den Himmel. Bei seiner Entfernung entspricht dies einer Geschwindigkeit von etwa 40 km/s, während er sich zusätzlich mit etwa 48,5 km/s auf uns zu bewegt. Im Raum bewegt sich der Stern demnach mit einer Geschwindigkeit von etwa 63 km/s relativ zu unserer Sonne.
Es handelt sich bei My Capricorni um einen weißgelben Hauptreihenstern von etwa 1,5-facher Masse, 1,6-fachem Durchmesser und 5,5-facher Leuchtkraft der Sonne. Der Stern rotiert ungewöhnlich schnell mit einer projizierten äquatorialen Rotationsgeschwindigkeit v·sin(i) von etwa 69 km/s.